# François de Franquetot de Coigny
Vojvoda François de Franquetot de Coigny, francoski maršal, * 16. marec 1670, † 18. december 1759.

## Družina
Izhajal je iz družine z vojaško tradicijo: njegov oče, Robert Jean Antoine de Franquetot de Coigny, je bil generalporočnik in njegov stric, Charles-Auguste de Goyon-Matignon, je bil tudi maršal Francije. Njegov nečak je bil Jacques I. Monaški in njegov vnuk, François-Henri de Franquetot de Coigny, je bil tudi maršal Francije.